# فهرست موضوعات مشخص‌شده به‌عنوان شبه‌علم
این مقاله دارای فهرستی از موضوعاتی است که در یک نقطه یا نقطه‌ای دیگر از تاریخشان، به دست پژوهشگران و دانشگاهیان به‌عنوان شبه‌علم شناخته شده‌اند.

## علوم مربوط به فیزیک

### انرژی
- تئوری توطئه سرکوب انرژی رایگان
- خودروی آب‌سوز
- چاکرا

### نجوم و علوم فضایی
- بشقاب‌پرنده؛ بررسی‌های آژانس فضایی ایالات متحده آمریکا (ناسا) در زمینه «بشقاب‌پرنده‌ها» با تمرکز بر «اشیای پرنده ناشناس» نشان می‌دهد که هیچ مدرکی دربارهٔ منشأ فرازمینی بودن بشقاب‌پرنده‌ها وجود ندارد.[۱]
- هزاره‌گرایی ۲۰۱۲؛ طیف وسیعی از باورهای فرجام‌شناسی، مبنی بر این که رویدادهایی ویرانگر و سهمگین یا دگرگون کننده، در نزدیکی‌های ۲۱ دسامبر ۲۰۱۲ میلادی اتفاق می‌افتند. این تاریخ به عنوان تاریخ پایان یک چرخه ۵۱۲۶ ساله در تقویم شمارش طولانی آمریکای میانه‌ای در نظر گرفته می‌شود، و به همین روی، جشن‌هایی برای یادبود این تاریخ در ۲۱ دسامبر ۲۰۱۲ میلادی در کشورهایی که بخشی از تمدن مایا بوده‌اند برگزار شد، (مکزیک، گواتمالا، هندوراس و ال‌سالوادور) که رویدادهای یادبود اصلی در چیچن ایتزا در مکزیک و تیکال در گواتمالا به وقوع پیوستند.
- فضانوردان باستانی؛ مفهومی بر اساس این باور که موجودات هوشمند فرازمینی از زمین بازدید کرده‌اند و با انسان‌ها در دوران باستان و ماقبل تاریخ تماس برقرار کرده‌اند. طرفداران نظر می‌دهند که این تماس روی فرهنگ‌ها، فناوری‌ها، و ادیان مدرن تأثر گذاشت. یک ادعای متداول این است که رب‌النوع‌ها [یا خدایان] بیش تر، اگر نگوییم همه ی، ادیان در واقع از نظر سرآغاز فرازمینی هستند، و فناوری‌های پیشرفته‌ای که توسط فضانوردان باستانی به زمین آورده شدند، توسط انسان‌های اولیه، به عنوان شواهدی بر شان و مقام الهی و ملکوتی آنان تفسیر شدند.
- اختربینی (ستاره‌بینی)؛ (اختربینی و علم را هم ببینید) تشکیل‌شده از تعدادی سیستم اعتقادی است که باور دارند رابطه‌ای بین پدیده‌های نجومی و انواع و اقسام شخصیت در دنیای بشری ارتباطی وجود دارد. چندین سیستم آینده‌بینیْ حرکت و موقعیت‌های نسبی اجسام سماوی حقیقی و تلقی را مبنا قرار داده‌اند.
- کیهان‌شناسی‌های آفرینش‌گرا؛ توضیحاتی در مورد منشأ و شکل جهان بر اساس روایت آفرینش پیدایش (پیدایش ۱) است، که بر اساس آن خدای انجیل کیهان را در هشت عمل آفرینش در طول شش روز «هفته آفرینش» آفرید.
- اعتقادات مدرن زمین تخت؛ در نظر دارند زمینْ سیاره‌ای تخت، و دیسک‌مانند است که به سمت بالا می‌شتابد، و توهّم گرانش را ایجاد می‌کند. پیشنهادکنندگان زمین تخت، همچون انجمن زمین تخت، شواهد قانع‌کننده، مانند عکس‌های سیاره زمین از فضا را قبول ندارند.
- اثر ماه؛ این باور که ماهِ کامل بر رفتار انسان اثر می‌گذارد.
- قمر در عقرب؛ قمر در عقرب پدیدهٔ نجومی عبور کره ماه از زمینه صورت فلکی عقرب (کژدم) یا از امتداد برج فلکی عقرب است که هر ماه قمری یک بار رخ می‌دهد و معمولاً دو تا سه روز طول می‌کشد.

### علوم مربوط به زمین
- مثلث برمودا؛ منطقه‌ای در اقیانوس آرام که بین برمودا، پورتوریکو، و (در معروف‌ترین نسخهٔ باور) فلوریدا است. فاجعه‌ها و ناپدیدی‌های هواپیماها و کشتی‌ها که به‌طور مکرر در این منطقه دیده شد، منجر به انتشار داستان‌هایی در مورد پدیده‌های طبیعی غیرطبیعی، رویارویی‌های فراطبیعی، و تعاملات با فرازمینی‌ها شد.
- زمین‌شناسی طوفان؛ شکل آفرینش‌گراییِ زمین‌شناسی که هوادار این است که بیش‌ترِ ویژگی‌های زمین‌شناختی در کره زمین با طوفان جهانی قابل‌توجیه‌اند.

## علوم زیستی
- بارامین‌شناسی؛ سیستم طبقه‌بندی‌ای که حیوانات را براساس روایت آفرینش در سفر پیدایش و بقیه بخش‌های انجیل، به گروه‌هایی به نام «انواع آفرینش» یا «بارامین‌ها» کلاسه‌بندی می‌کند.
- زیست‌شناسی آفرینش؛ زیرمجموعه‌ای از علوم خلقت که سعی می‌کند زیست‌شناسی را بدون درشت‌فرگشت توجیه کند [و توضیح دهد].
- طراحی هوشمند؛ بیان می‌کند که «ویژگی‌های خاصی از جهان و موجودات زنده به بهترین شکل با یک علت هوشمند توجیه می‌شود، نه روال هدایت‌نشده‌ای مثل انتخاب طبیعی». استادان، فیلسوفان و جامعه علمی نشان داده‌اند که طراحی هوشمندْ استدلالی دینی و شکلی از آفرینش‌گرایی است که فاقد تأیید تجربی است و هیچ فرضیه قابل‌راستی‌آزمایی یا قابل‌دفاعی را ارائه نمی‌دهد. طرفداران ادعا می‌کنند که طراحی هوشمند «نظریه‌ای علمی در مورد ریشه‌های حیات بر مبنای شواهد و مدارک است» که طبیعت‌گرایی به‌عنوان سیستمْ روشی نهاده‌شده در علم مدرن را به چالش می‌کشد، درعین‌حال طرفداران اعتراف می‌کنند که هنوز باید به‌دنبال تولید نظریه‌ای علمی باشند. طرفداران پیشروِ طراحی هوشمند با مؤسسه اکتشاف (Discovery Institute) مرتبطند، منبع فکری‌ای محافظه‌کار در ایالات متحده. اگرچه بیان می‌کنند طراحی هوشمندْ آفرینش‌گرایی نیست و عمداً از نسبت‌دادن شخصیت به طراح اجتناب می‌کنند، بسیاری از این طرفداران این اعتقاد را ابراز می‌کنند که طراحْ همان خدای مسیحی است.
- پیچیدگی کاهش‌ناپذیر؛ این ادعا که بعضی سامانه‌های زیست‌شناختی بیش از آن پیچیده هستند که از سامانه‌های ساده‌تر فرگشت یافته باشند. این ادعا را طرفداران طراحی هوشمند استفاده می‌کنند تا بگویند فرگشت از طریق انتخاب طبیعی، به‌تنهایی، ناکامل یا معیوب است، و بعضی مکانیسم‌های اضافی (یک «طراح هوشمند») برای تبیین سرچشمه‌های حیات لازم است.[۲][۳][۴]
- پیچیدگی مشخص‌شده؛ این ادعا که وقتی چیزی هم‌زمان هم پیچیده‌است و هم مشخص‌شده، می‌تواند به این نتیجه منجر شود که آن چیز را علتی هوشمند تولید کرده (مثلاً، طراحی شده‌است) نه این که بخواهد حاصل فرایندهای طبیعی باشد.[۵][۶]

## علوم کاربردی

### سلامت و پزشکی
شیوه‌های پزشکی شبه علمی اغلب تحت عنوان پزشکی دروغین شناخته می‌شوند.
- طب سوزنی؛ استفاده از سوزن‌های ظریف برای تحریک نقاط طب سوزنی و متعادل کردن جریان چی. هیچ مبنای کالبدشناختی یا بافت‌شناختی ای برای وجود نقاط طب سوزنی (یا نقاط meridian) وجود ندارد. بعضی از طب سوزنی کنندگان این نقاط را عملکردی در نظر می‌گیرند تا موجودیت‌هایی ساختاری، که در هدایت و راهنمایی ارزیابی‌ها و مراقبت از بیمار مفید هستند.
- بلوردرمانی؛ اعتقاد به این که بلورها خواص شفابخشی دارند. یک زمانی بین مردم بومی و پیش-علمی متداول بود، و این اعتقاد با جنبش عصر جدید در سال ۱۹۷۰ میلادی از اوج‌گیری مجدد و معروفیت برخوردار شد.
- شفابخشی ایمانی؛ عمل درمان بیماری از راه‌هایی مثل نماز یا "laying on of hands"، که در این مورد هیچ سودمندی جسمانی [یا دنیوی ای]، بیش تر از آنچه که از پلاسیبو انتظار می‌رود مشاهده نشده‌است.
- دست‌بندهای سلامت و جواهرات شفابخشی مختلف، که ادعا می‌شوند [یا به نظر می‌رسند] سلامتی را بهبود می‌بخشند، شفا می‌دهند، یا چی پوشنده را بهبود می‌دهند، مانند دست‌بندهای یونیزه‌شده، دست‌بندهای هولوگرام و زیورآلات مغناطیسی. هیچ‌کدام از ادعاهای کارآمدی از سوی تولیدکنندگان را تابه‌حال منابع مستقل با دلیل و مدرک اثبات نکرده‌اند.[۷][۸]

### اقتصادی
- تحلیل تکنیکی؛ روشی در تحلیل سهام به‌منظور پیش‌بینی جهت حرکت قیمت از طریق مطالعه داده‌های گذشته بازار (بیش‌تر قیمت و حجم) است.[۹] اقتصاد رفتاری و تحلیل کمّی، از بسیاری از همین ابزارهای تحلیل تکنیکی استفاده می‌کنند،[۱۰][۱۱][۱۲][۱۳] که به عنوان جنبه‌ای از مدیریت فعال، در تضاد با بیش‌تر نظریه مدرن سبد سهام است. اثربخشی هر دو تحلیل تکنیکی و تحلیل بنیادین، موردستیز فرضیه بازار کارا است که بیان می‌کند قیمت‌های بازار سهام اساساً غیرقابل‌پیش‌بینی‌اند.[۱۴] همچنان بسیاری از دانشگاهیان آن را شبه‌علم در نظر می‌گیرند.[۱۵] دانشگاهیانی مثل یوجین فاما، مدارک [کارآمدی] تحلیل تکنیکی [به اصطلاح] تک‌وتوک و ناسازگار با شکل ضعیف فرضیه بازار کارا هستند.[۱۶][۱۷]

## علوم اجتماعی

### روان‌شناسی
- قانون جذب؛ ماکسیم (اصلی) که «هر چیزی همانندش را جذب می‌کند» در فلسفه تفکر نو برای خلاصه‌کردن این اندیشه استفاده می‌شود که یک شخص با تمرکز بر افکار مثبت و منفی می‌تواند تجربه‌های مثبت یا منفی را به زندگی‌اش بیاورد.[۱۸]
- هیپنوتیزم؛ حالت آرامش بسیار و تمرکز درونی که در آن فرد به تلقین فرد هیپنوتیزم کننده پاسخ می‌دهد. این شیوه مدرن ریشه در مغناطیس حیوانی، یا مسمریسم فرانتس مسمر دارد. توضیحات مسمر کاملاً بی‌اعتبار شد و تا به امروز هیچ توافقی میان محققان مبنی بر اینکه آیا هیپنوتیزم پدیده‌ای واقعی بوده یا صرفاً نوعی نقش آفرینی مشارکتی است، وجود ندارد. برخی از جنبه‌های تلقین از نظر بالینی مفید بوده‌است. سایر کاربردهای ادعایی هیپنوتیزم به وضوح در حوزه شبه علم قرار می‌گیرد. که این حوزه بازگشت به زندگی‌های گذشته را در بر می‌گیرد.

### دیدگاه‌های نژادگرایانه
- نژادپرستی علمی؛ این ادعا که شواهد و مدارک علمی پستی یا برتری نژاد خاصی را نشان می‌دهند.[۱۹][۲۰]
  - سادات‌سالاری؛ چنین ادعایی مطرح می‌شود که نژاد سید در ایران و ملل اسلامی از نژاد غیر سید برتر است[۲۱][۲۲][۲۳] به واسط اینکه آنان نوادگان علی هستند و به‌طور ژنتیکی پاک و صالح هستند؛ چنین ادعایی نمی‌تواند جنبه علمی پیدا کند؛[۲۴] چرا که هیچ‌کس به طوری ژنتیکی و انتسابی از انسان دیگری برتر نیست[۲۵] و اگر چنین ادعایی مطرح شود غیرعلمی و تبعیض‌آمیز است. به هیچ روی، نمی‌توان گروهی را به دلیل رفتار ناشایست یا بر عکس، رفتار درست نسَب بسیار دوُرش، ستایش یا نکوهش کرد؛ در چنین فرهنگی، متروکراسی و شایسته‌سالاری رنگ می‌بازد و زمینه پارتی‌بازی و نپوتیسم و آپارتاید و جدانژادی فراهم می‌گردد.[۲۶] مبنای سیاست دولت آلمان برای ازبین‌بردن یهودیان، کولی‌ها و دیگر غیر آریایی‌ها بود.[۲۷]

## فراطبیعی و یوفوشناسی
- یوفوشناسی، مطالعه روی اشیای ناشناس پرنده یا یوفوها (UFO) که به‌طور پی‌درپی این باور را در خود داشته که یوفوها شواهد و مدارکی از بازدیدکنندگان فرازمینی هستند.[۲۸][۲۹][۳۰][۳۱][۳۲][۳۳]
- مزرعه اسکین‌واکر مزرعه ای واقع در جنوب شرقی بالارد، یوتا است که به عنوان محل فعالیت‌های مرتبط با فراهنجار و شیء ناشناس پرنده شناخته می‌شود.[۳۴] نام آن از پوست راهرو افسانه ناواهو در مورد شمن‌باوری انتقام‌جو گرفته شده‌است.

## تاریخ
- گاه‌نگاری فومنکو؛ استدلال می‌کند که گاه‌نگاری متداول اساساً معیوب است، آن وقایعی که به پیش از قرون وسطی نسبت داده شده‌اند، مانند تاریخ‌های روم، یونان و مصر در واقع در قرون وسطی اتفاق افتاده‌اند.
- انکار هولوکاست؛ گزارش لوشتر، تلاش کرد تا در سطح پزشکی قانونی، اثبات کند که کشتارهای گازی دسته‌جمعی در کمپ‌های اردوگاه‌های نابودسازی نازی‌ها به وقوع نپیوسته‌است.

## شماربینی
- شماربینی (از رسوم شماربینی کالا)؛ شماربینی یا علم‌الاعداد، مجموعه‌ای اعتقادات به رابطه خدایی، عرفانی یا نوعی رابطه خاص دیگر بین اعداد و رویدادهای مصادف است. شماربینی توسط دانشمندان مدرن به عنوان شبه‌ریاضیات یا شبه‌علم در نظر گرفته شده‌است.[۳۵][۳۶][۳۷] شماربینی اغلب در کنار اختربینی و فنون طالع‌بینی مشابه با پَراهنجار ارتباط دارد.

## اعتقادات دینی و عرفانی
- پیش‌دانی‌های علمی قرآنی (اسلامی)؛ علوم قرآنی (و علوم حدیث) مدعی می‌شود که متون بنیادی اسلامی اظهارات صحیح و دقیقی را دربارهٔ جهان کرده که علم صدها سال بعد تأیید کرده‌است. این ادعا یک بن‌مایه متداول در بوکای‌گرایی است.[۳۸]
- علوم مسیحی؛ به‌طور کلی یکی از جنبش‌های نوپدید دینی به حساب می‌آید؛ اما برخی آن را «شبه علم» خوانده‌اند؛ زیرا بنیان‌گذار آن مری بیکر ادی از «علم» در نام آن استفاده کرد بود و به‌دلیل موضع سابقش در مقابل علوم پزشکی. همچنین «ادی از عبارت علوم متافیزیکی استفاده کرد تا سیستم خود را هم از علوم ماتریالیستی و هم از علوم خفیه متمایز کند.»[۳۹] کلیسا در حال حاضر، استفاده از علوم پزشکی را قبول می‌کند. قبلاً در مسیحیت، واکسیناسیون منع شده بود؛ اما در ۱۹۰۱ میلادی، ادی در ۸۰ سالگی به پیروانش توصیه کرد تا آن را بپذیرند.[۴۰]

### علوم آفرینش
- کیهان‌شناسی‌های آفرینش‌گرا؛ کیهان‌شناسی‌هایی که، در زمره بقیه چیزها، جهانی را در نظر می‌گیرند که تنها چند هزار سال عمر دارد.[۱۶]
- بارامین‌شناسی؛ سیستم طبقه‌بندی ای که حیوانات را، بر اساس روایت آفرینش در سفر پیدایش و بقیه بخش‌های انجیل، به گروه‌هایی به نام «انواع آفرینش» یا «بارامین‌ها» کلاس بندی می‌کند.
- زیست‌شناسی آفرینش؛ زیرمجموعه‌ای از علوم خلقت که سعی می‌کند زیست‌شناسی را بدون درشت‌فرگشت توجیه کند [و توضیح دهد].
- زمین‌شناسی طوفان؛ شکل آفرینش گرای زمین‌شناسی که طرفدار این است که بیش تر ویژگی‌های زمین شناختی روی زمین توسط یک طوفان جهانی بهتر تبیین می‌شوند.[۴۱][۴۲][۴۳][۴۴]
- طراحی هوشمند؛ بیان می‌کند که «ویژگی‌های خاصی از جهان و موجودات زنده به بهترین شکل با یک علت هوشمند توجیه می‌شود، نه روال هدایت نشده‌ای مثل انتخاب طبیعی»[۴۵] این ویژگی‌ها شامل این موارد می‌شوند:[۵][۶]
  - پیچیدگی کاهش‌ناپذیر؛ این ادعا که بعضی سامانه‌های زیست شناختی بیش از حد پیچیده هستند که از سامانه‌های ساده‌تر فرگشت یافته باشند. این ادعا توسط طرفداران طراحی هوشمند استفاده می‌شود تا استدلال کنند که فرگشت از طریق انتخاب طبیعی به تنهایی، ناکامل یا معیوب است، و بعضی مکانیسم‌های اضافی (یک "طراح هوشمند") برای تببین سرچشمه‌های حیات لازم است.[۲][۳][۴]
  - پیچیدگی مشخص‌شده؛ این ادعا که وقتی چیزی هم‌زمان هم پیچیده‌است و هم مشخص شده، یکی می‌تواند این نتیجه‌گیری را بکند که آن چیز توسط علت هوشمندی تولید شده‌است (مثلاً، طراحی شده‌است) نه این که بخواهد حاصل فرایندهای طبیعی باشد.[۵][۶]

## محصولات مصرفی
- توپ‌های رخت‌شویی؛ اشیای کروی یا چنبره‌ای‌شکلی که به عنوان جایگزین‌ها یا معادل‌های صابون برای ماشین‌های رخت‌شویی در معرض فروش گذاشته می‌شوند.[۲۸]